# Young Griffo
Albert Griffiths era o nome verdadeiro de Young Griffo (Sofala, 15 de abril de 1869 - Nova Iorque, 7 de dezembro de 1927), um pugilista australiano que deteve o título de campeão mundial dos pesos-penas entre 1890 e 1892.

## Biografia
Considerado um dos melhores boxeadores defensivos de todos os tempos, em virtude de sua incrível capacidade de esquiva, Griffo era capaz de ficar totalmente parado diante de seu adversário, apenas esquivando-se, sem sofrer um único golpe sequer.
Griffo entrou para o mundo do boxe, depois que o notável pugilista australiano Larry Foley o viu brigando na rua e decidiu levá-lo para seu ginásio. Lutando ainda sob as antigas regras de London Prize, em 1886, Griffo iniciou sua carreira. 
Em 1889, Griffo conquistou o título de campeão australiano dos pesos-penas, após obter uma vitória sobre Nipper Peakes. Um ano mais tarde, portanto já em 1890, Griffo conseguiu derrotar o então campeão mundial Torpedo Billy Murphy e assim se tornou o novo campeão mundial dos pesos-penas. Esse título de Griffo não foi reconhecido nos Estados do Unidos.
Uma vez campeão mundial dos peso-penas, Griffo defendeu seu título em quatro ocasiões, até meados de 1892, quando ele então decidiu abandonar seu título dos penas, no intuito de subir para a categoria dos pesos-leves.
Lutando contra Jim Barron, em um combate válido pelo título vago de campeão australiano dos pesos-leves, Griffo não conseguiu superar seu adversário, sendo que a luta terminou em um empate, após 22 assaltos.
Após não conseguir conquistar o tíulo australiano dos leves, em 1893, Griffo decidiu se mudar para os Estados Unidos, aonde Griffo  então pode provar aos americanos que era sim capaz de lutar de igual para igual contra alguns dos melhores lutadores do mundo da época, tais como Kid Lavigne, Ike Weir e George Dixon.
Entretanto, apesar de sua refinada técnica defensiva ter maravilhado boa parte do público americano, Griffo jamais conseguiu uma chance de disputar o título mundial dos peso-leves, após ter sofrido uma derrota bastante controversa para o grande Jack McAuliffe.
Realizada em 1894, essa luta entre Griffo e McAuliffe durou dez assaltos, ao longo dois quais o invencível McAuliffe mal conseguiu atingir um golpe em Griffo, que por sua vez chegou a levar McAuliffe à lona no sexto round. Não obstante à visível superioridade de Griffo na luta, a vitória acabou sendo consignada à McAuliffe, que deste de modo manteve sua invencibilidade intocada.
Apesar de possíveis injustiças feitas contra sua carreira, Griffo não foi exatamente um lutador que levava sua carreira muito a sério, haja vista que ele nunca treinava antes de suas lutas e, conforme reza a lenda, não raramente subia ao ringue de ressaca, isso quando não entrava em um combate de fato embriagado. 
Desta maneira, após anos de uma vida desregrada, em meados de 1896, Griffo acabou sendo condenado à prisão por agredir um menino de doze anos. Após passar um ano encarcerado, em seu retorno aos ringues, Griffo sofreu uma derrota bastante contundente contra um lutador apenas mediano conhecido pelo nome de Philadelphia Tommy Ryan (não confundir com o campeão Tommy Ryan).
Em seus últimos anos de carreira, Griffo não possuía a agilidade de outrora e, com isso, começaram a surgir derotas por nocaute, dentre as quais uma para o futuro campeão dos pesos-leves Joe Gans. Griffo parou de lutar em 1904, porém, sete anos mais tarde, tentou um retorno infrutífero. Após duas lutas realizadas em 1911, Griffo enfim nunca mais retornou aos ringues.
Uma vez aposentado, Griffo gastou todo o seu dinheiro ganho no boxe com seu vício na bebida, o que acabou resultando em sua completa ruína finaceira. Sem dinheiro, Griffo viveu como um mendigo em Times Square, até sua morte em 1927.
Em 1991, Young Griffo foi incluído na galeria dos maiores boxeadores de todos os tempos, que hoje possuem seus nomes imortalizados no International Boxing Hall of Fame.